# Buckholts
Buckholts – miasto w Stanach Zjednoczonych, w stanie Teksas, w hrabstwie Milam.